# Військово-технічний музей (Лешани)

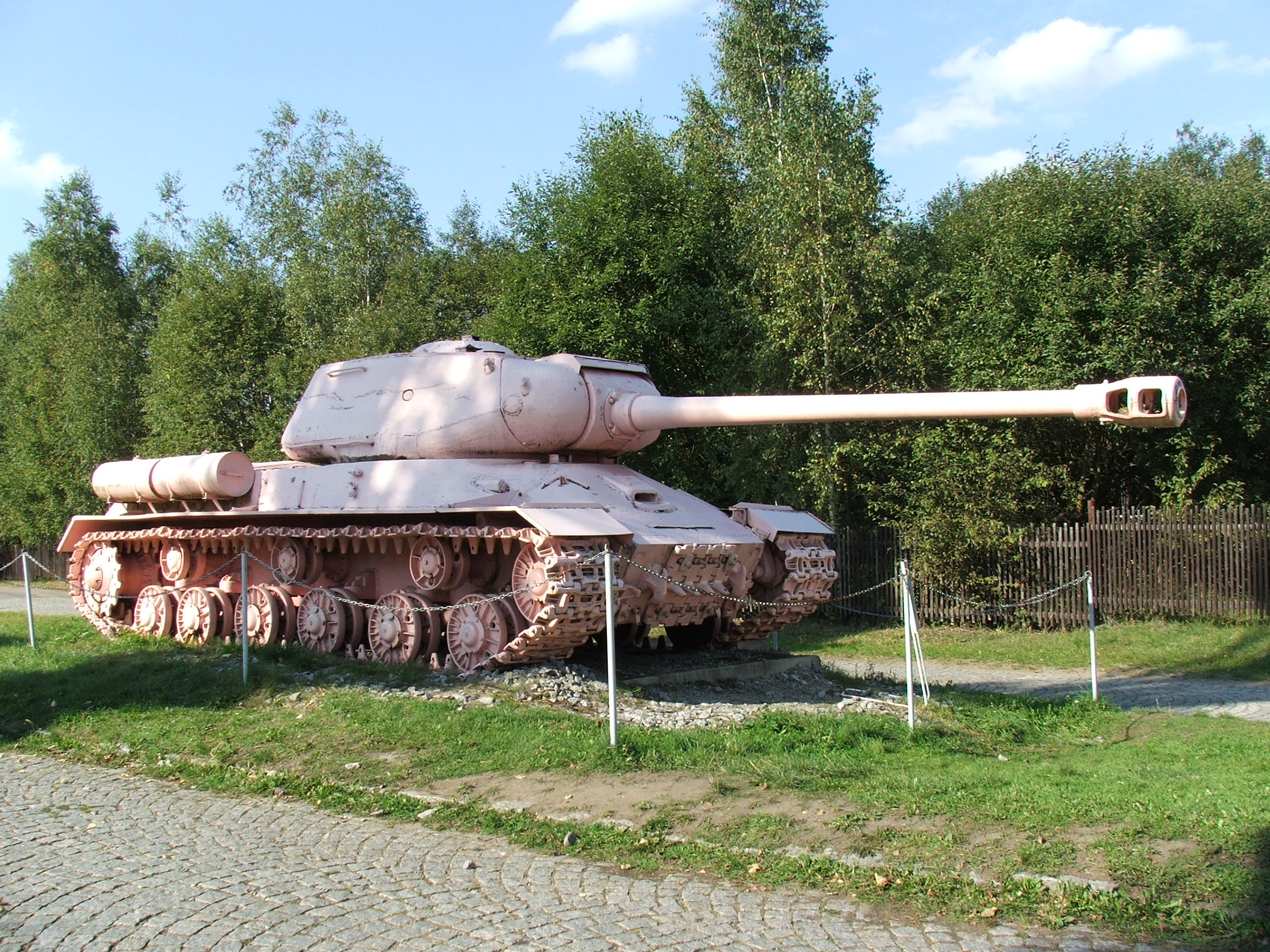
Радянський танк ІС-2

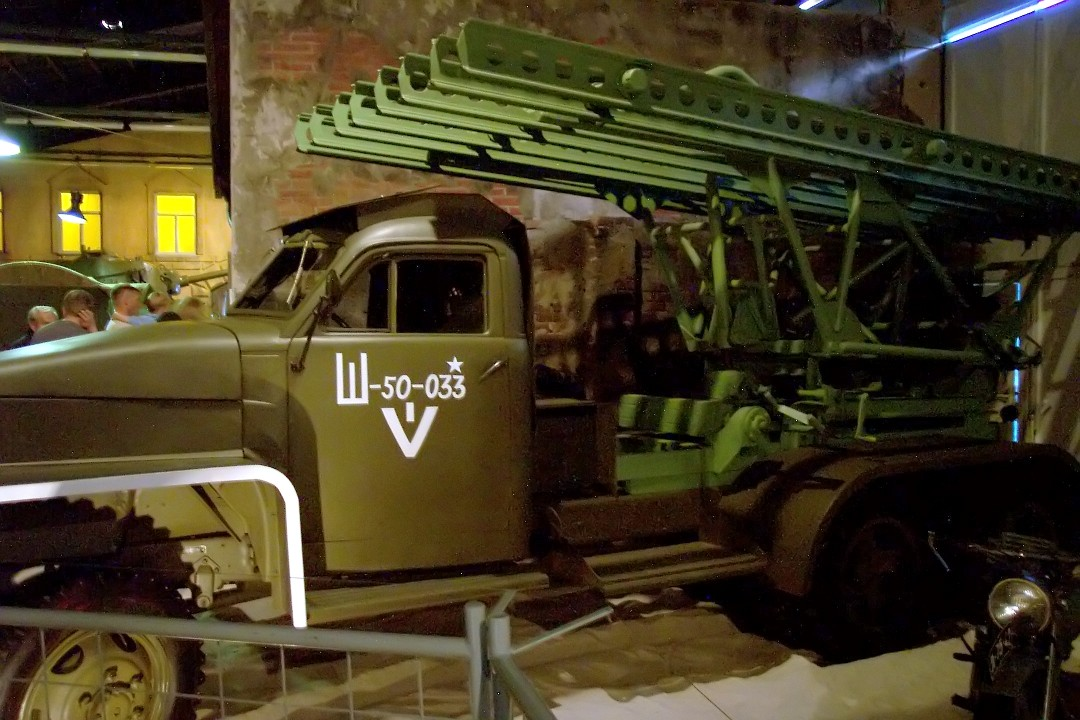
Катюша

Військово-технічний музей Лешани (чеськ. Vojenské technické muzeum Lešany) — музей, що знаходиться між селами Крханиці та Лешани на лівому березі річки Сазави, приблизно за 30 км на південь від Праги. Містить колекцію військової техніки та іншого військового обладнання з 1890 до теперішнього часу. Музей належить Інституту воєнної історії.

## Історія
Музей засновано в 1996 на місці колишньої казарми артилерії. Кількість експонатів поступово зростала. Зараз у музеї представлено 450 танків, гармат, мотоциклів, бронетранспортерів, військових вантажівок та джипів. Експозицію розподілено на кілька залів.

## Зали
- Зал № 1 - Період з 1918 по 1938
- Зал № 2 - Період з 1939 по 1943
- Зал № 3 - Період з 1944 по 1945
- Зал № 4 - Період з 1945 по 1950
- Зал № 5 - Період з 1950 по 1962
- Зал № 6 - Період Остравської операції (березень-квітень 1945)
- Зал № 7 - Зенітна артилерія
- Зал № 8 - Гармати ŠKODA (1890-1935)
- Зал № 9 - Об'єднані війська
- Зал № 10 - Ракетні війська
- Відкритий простір - Залізничні війська
- "Танк Арена"
- Відкритий простір – понад 100 одиниць важкої військової техніки